# Chełmonie
Chełmonie (niem. Chelmonie, Colmannsfeld, Kolmannsfeld) – wieś w Polsce położona w województwie kujawsko-pomorskim, w powiecie golubsko-dobrzyńskim, w gminie Kowalewo Pomorskie.

## Podział administracyjny
W latach 1975–1998 miejscowość administracyjnie należała do województwa toruńskiego.

## Demografia
Według Narodowego Spisu Powszechnego (III 2011 r.) wieś liczyła 299 mieszkańców. Jest dziesiątą co do wielkości miejscowością gminy Kowalewo Pomorskie.

## Zabytki
Według rejestru zabytków NID na listę zabytków wpisany jest gotycki kościół parafialny pw. św. Bartłomieja z pocz. XIV w. (przebudowany w XVII w. i XIX w.), nr rej.: A/363 z 22.03.1930.

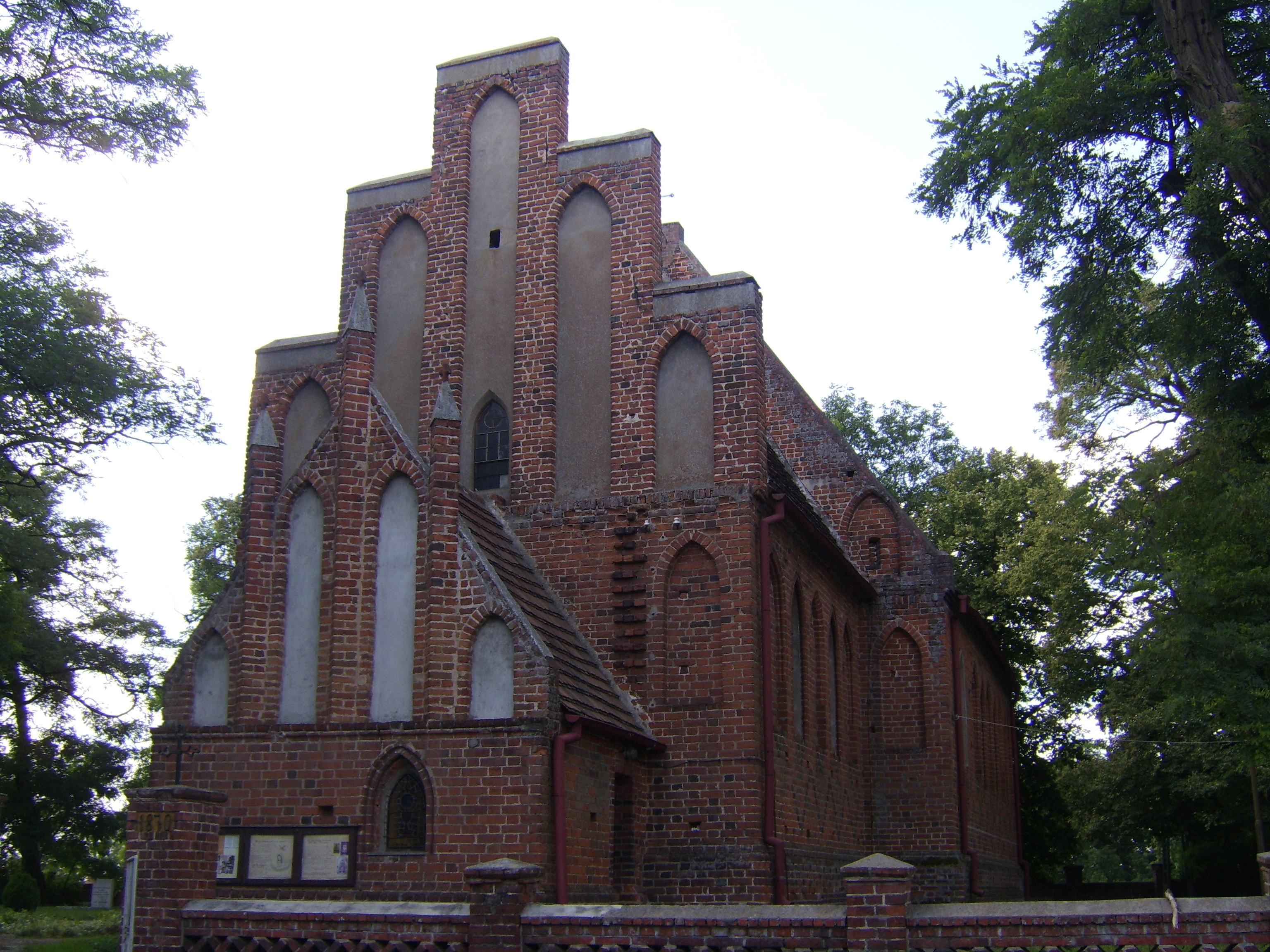